# Troisième guerre des Maris
La troisième guerre des Maris est une  insurrection armée du peuple mari contre le pouvoir du tsar russe. Avec les Maris, d'autres peuples de la Povoljie centrale (ru), Tchouvaches, Mordves, et Tatars participent à la rébellion.

## Historique
L'insurrection commence à l'été 1581, après des raids des Tatars, des Khantys et des Mansis contre les possessions des Stroganoff. Les rebelles assiègent Kazan, Tcheboksary, et Sviajsk. Le tsarat fait intervenir pour réprimer la rébellion des forces importantes, rendues disponibles par la fin de la guerre de Livonie.Pendant l'hiver 1581-1582, les Maris des montagnes se révoltent également. Une armée de trois régiments est envoyée contre les révoltés. Elle est détruite par les Maris. 
Pour arrêter les troubles, qui menacent de mettre en péril ses autres projets, le tsar a reçoit les ambassadeurs maris et accepte de répondre à leurs exigences, mais un nouveau soulèvement a lieu dans les territoires des prairies. Ivan le Terrible ordonne publiquement de bâtonner tous les soldats écrasés par les Maris en 1582. Les princes voïvodes renommés Ivan Vorotynski (ru) et Dmitri Khvorostinine (ru), qui, bloqués par « de grandes neiges » n'ont pu arriver à destination, sont obligés de s'habiller en femme et de tourner les meules et moudre la farine.
En 1583, les Tatars de Kazan se révoltent à leur tour contre le tsar, tuant le voïvode, l'archevêque et d'autres Russes. Des régiments sont envoyés contre les Tatars, les Tchouvaches et les Maris, dans le but de reprendre Kazan, mais les troupes russes sont harcelées, tantôt pendant leurs déplacements, tantôt dans leurs campements, et forcées à se replier.
En janvier 1584, 5 régiments au total sont mobilisés, sous le commandement général d'Ivan Mstislavski (ru). Les autres commandants sont Fiodor Cheremetev (ru), Dmitri Khvorostinine, Mikhaïl Saltykov, Iefim Boutourline (ru) et Merkouria Chtcherbatov (ru).
La dernière campagne d'hiver a lieu en hiver. Les Kazanais se rendent à Moscou pour faire acte de soumission, celle-ci est acceptée. Leurs fautes sont effacées et une réparation versée. Le tsar Boris Godounov, afin d'éviter une nouvelle révolte, envoie ses voïvodes en territoire mari et « ordonne d'y créer partout des villes ». En 1585 , le titre de « pacificateur des Maris » est ajouté dans sa titulature. 

## Suites
Boris Godounov relance alors la construction de villes, qui est une des marques de sa politique de renforcement de l'État. Pendant et après la guerre, les Russes fondent  pour se protéger contre des incursions armées, les places fortifiées de Tsivilsk, en 1589, sur un établissement tchouvache, d'Ourjoum, en 1584, sur le site d'une petite ville d'une tribu mari, Malmyj, en 1584, sur celui de la résidence des princes de la principauté de Malmyj (ru), Kozmodemiansk, en 1583 sur la berge escarpée de la rive droite de la Volga, Tsarevo-Kokchaïsk en 1584, aujourd'hui Iochkar-Ola, capitale de la république des Maris, Tsarevo-Sanoursk en 1584 et Iaransk en 1591, à la place d'établissements maris.

## Analyse
Boris Godounov a assuré aux rebelles, qu'oubliant leurs crimes, il était prêt à épargner leurs auteurs, en cas d'un repentir sincère ; les anciens envoyés à Moscou lui ont prêté serment de fidélité. Dans l'historiographie russe, la révolte a été ainsi vaincue non seulement par la force militaire, mais aussi par la diplomatie et la négociation.
L'enjeu de cette réconciliation est aussi d'affaiblir la menace extérieure : l'historien russe du XIXe siècle Sergueï Soloviov a estimé ainsi que « le khan de Crimée pouvait nuire à Moscou rien qu'en allumant des confits entre Maris ».
L'historien contemporain suisse Andreas Kappeler souligne la double dimension de la politique de Moscou. D'abord répressive, elle a l'objectif de s'assurer par la force de la loyauté de nouveaux sujets. Les révoltes ont été ainsi systématiquement réprimées militairement, comme en 1571-1574 et en 1581-1585. 
En même temps, le tsarat met en place un réseau de forteresses pour contrôler de ces terres et empêcher les attaques de l'extérieur. Il se montre une protection contre les incursions des Tatars de crimée et des Nogaïs, ainsi que contre les Ottomans lors de leur expédition d'Astrakan en 1669. 
Le contrôle exercé sur les Maris se traduisait aussi par l'interdiction de forger les métaux et de s'installer dans les villes ou d'y rester la suite. Ils ont été expulsés des abords des grandes rivières en particulier de la Viatka,.